# Adama rastellus
Adama rastellus är en insektsart som beskrevs av Rauno E. Linnavuori och Al-ne'amy 1983. Adama rastellus ingår i släktet Adama och familjen dvärgstritar. Inga underarter finns listade i Catalogue of Life.